# Dassault Falcon 2000

Dassault Falcon 2000 je poslovno letalo francoskega podjetja Dassault Aviation z dvema reaktivnima motorjema. Prvi polet je bil opravljen leta 1993, v splošni uporabi pa je od leta 1995. Tehnično gledano gre za pomanjšano verzijo Falcona 900, ki ima tri motorje.
Falcon 2000EX je bil kupljen s strani slovenske vlade kot tretje reaktivno slovensko vladno letalo leta 2003.

## Izvedenke
- Falcon 2000

Prva verzija letala, ki je imela dva motorja General Electric Aviation CFE738-1-1B.
- Falcon 2000EX

Leta 2003 prenovljena verzija z novima motorjema Pratt & Whitney PW308C. To verzijo letala ima tudi Slovenija.
- Falcon 2000EX EASy

Leta 2004 nadgrajena verzija Falcona 2000EX z dodanimi sistemi (izenačevanje tlaka,...).
- Falcon 2000DX

Leta 2007 posodobljena verzjia, temeljila na prejšnji. 
- Falcon 2000LX

Od leta 2009 izvedenka, ki omogoča daljši domet in ima zavite konice kril.
- Falcon 2000S

Izvedenka, ki se je testirala že leta 2011. Novost izvedenke je, da pristajalna dolžina skrajšana na 750 metrov.
- Falcon 2000LXS

Nadomestna izvedenka izvedenke Falcon 2000LX, ki bo omogočala tudi krajšo pristajalno stezo tako kot model Falcon 2000S. Na voljo naj bi bila od leta 2014.
- Falcon 2000 MRA

Zamenjava za Falcon 50.

## Tehnične specifikacije
|                       | Falcon 2000                                   | Falcon 2000EX (EASy)                | Falcon 2000DX                       | Falcon 2000LX                       |
| --------------------- | --------------------------------------------- | ----------------------------------- | ----------------------------------- | ----------------------------------- |
| Dolžina               | 20,23 m                                       | 20,23 m                             | 20,23 m                             | 20,23 m                             |
| Višina                | 7,06 m                                        | 7,06 m                              | 7,06 m                              | 7,06 m                              |
| Razpon kril           | 19,33 m                                       | 19,33 m                             | 19,33 m                             | 21,38 m                             |
| Površina kril         | 49,02 m2                                      | 49,02 m2                            | 49,02 m2                            | 49,02 m2                            |
| Naklon kril           | 29°                                           | 29°                                 | 29°                                 | 29°                                 |
| Širina trupa          | 2,5 m                                         | 2,5 m                               | 2,5 m                               | 2,5 m                               |
| Dolžina kabine        | 7,98 m                                        | 7,98 m                              | 7,98 m                              | 7,98 m                              |
| Širina kabine         | 2,35 m                                        | 2,35 m                              | 2,35 m                              | 2,35 m                              |
| Višina kabine         | 1,88 m                                        | 1,88 m                              | 1,88 m                              | 1,88 m                              |
| Največji dolet        | cca. 5.790 km                                 | cca. 7.040 km                       | cca. 6.019 km                       | cca. 7.400 km                       |
| Najvišja hitrost      | 0,85 Mach                                     | 0,85 Mach                           | 0,85 Mach                           | 0,85 Mach                           |
| Vzletna hitrost       | 17,4 m/s                                      | 17,4 m/s                            | 17,4 m/s                            | 17,4 m/s                            |
| Višina leta           | 14.300 m                                      | 14.300 m                            | 14.300 m                            | 14.300 m                            |
| Največja vzeltna teža | 16.239 kg                                     | 18.734 kg                           | 18.597 kg                           | 19.142 kg                           |
| Teža praznega letala  | 9435 kg                                       | 10.519 kg                           | 10.519 kg                           | 10.519 kg                           |
| Posadka               | 2                                             | 2                                   | 2                                   | 2                                   |
| Potniki               | odvisno od št. sedežev (od 8 do 19)           | odvisno od št. sedežev (od 8 do 19) | odvisno od št. sedežev (od 8 do 19) | odvisno od št. sedežev (od 8 do 19) |
| Motorji               | dvakrat General Electric Aviation CFE738-1-1B | dvakrat Pratt & Whitney PW308C      | dvakrat Pratt & Whitney PW308C      | dvakrat Pratt & Whitney PW308C      |
| Potisna sila          | 25,46 kN                                      | 31,13 kN                            | 31,13 kN                            | 31,13 kN                            |